# The Teenagers
The Teenagers, более известная как Frankie Lymon & The Teenagers, — американская вокальная группа, яркий представитель музыкального стиля ду-воп. Была очень популярна во второй половине 1950-х годов, когда все участники были подростками, а фронтменом и основным вокалистом был Фрэнки Лаймон.

## История
На тот момент, как Фрэнки Лаймон встретил местную вокальную группу The Premiers, ему было 12 лет и он работал в продуктовом магазине. Позже они переименовались в The Teenagers. Их будущий хит «Why Do Fools Fall in Love» (в их варианте она называлась «Why Do Birds Sing So Gay?») они написали сами и отправились с ней весной или летом 1955 года на прослушивание.
Эта песня (была издана под именем The Teenagers featuring Frankie Lymon) поднялась в феврале 1956 года на первое место Top 100 «Билборда», и 13-летний Фрэнки Лаймон стал звездой и кумиром миллионов. С тех пор ребята были постоянными гостями на музыкальных телепрограммах и проехались с концертными турами по США и Великобритании. К концу года, уже как Frankie Lymon & The Teenagers, они были одной из самых популярных музыкальных групп мира.
В конце 1957 года, во время их второго турне по Великобритании, Фрэнки Лаймон впервые записал песню без сопровождения группы. Впоследствии их пути с группой разошлись. По отдельности ни Лаймон сольно, ни группа The Teenagers без него былой популярности уже не добились.
В 1993 году группа Frankie Lymon & The Teenagers принята в Зал славы рок-н-ролла, а в 2000 году — в Зал славы вокальных групп.
Кроме того, две песни в исполнении группы Frankie Lymon & The Teenagers, — «I’m Not a Juvenile Delinquent» и «Why Do Fools Fall In Love», — входят в составленный Залом славы рок-н-ролла список 500 Songs That Shaped Rock and Roll.

## Дискография
См. «The Teenagers#Frankie Lymon & the Teenagers discography» в англ. разделе.